# The Star (Malaysia)
The Star ist eine in Malaysia erscheinende Tageszeitung. Sie erscheint in einer kostenpflichtigen  Papierausgabe und einer kostenlosen Onlineausgabe. Die Zeitung ist Mitglied des Asia News Networks und gehört zur Star Media Group Berhad. Diese gehört mehrheitlich der Malaysian Chinese Association.

## Geschichte
Die Erstausgabe erschien am 9. September 1971. Zuerst war The Star nur in der Umgebung von Penang erhältlich. Die Ausgabe vom 3. Januar 1976 war erstmals in ganz Malaysia zu kaufen. 1976 wurde zudem ein weiteres Büro in Kuala Lumpur geöffnet, welches 1978 zum Hauptsitz der Zeitung wurde. Der heutige Hauptsitz der Zeitung in Petaling Jaya wurde 1981 bezogen.
Bis 1987 galt die Berichterstattung der Zeitung als liberal. Der Lyriker Cecil Rajendra war ein regelmäßiger Kolumnist. Diese Ausrichtung führte während der von Mahathir bin Mohamad initiierten "Operation Lalang" (Operasi Lalang) zum Entzug der Lizenz der Zeitung. Mahathir bin Mohamad unterdrückte so regierungskritische Stimmen und begann seine Macht zu festigen. Ab März 1988 erschien die Zeitung wieder, die Berichterstattung war nun aber deutlich regierungsfreundlicher.
Mit einer Auflage von 250.000 Exemplaren ist die Zeitung heute die meistgelesene kostenpflichtige Zeitung in Malaysia. Die kostenlose Onlineausgabe ist mit über 100.000 Lesern zudem die meistgelesene Onlinezeitung. Der Erfolg der Zeitung setzte andere malayische Zeitungen unter Druck. So wechselte die New Straits Times ebenfalls in das Tabloid-Format, in dem auch The Star erscheint, um wieder Leser zu gewinnen.
Die Zeitung gehört mehrheitlich der rechtskonservativen Partei Malaysian Chinese Association. Diese ist die drittgrößte Partei der in Malaysia regierenden Barisan Nasional Koalition.

## Ausgaben
Die Zeitung erscheint derzeit in fünf regional unterschiedlichen Ausgaben. Zwei Ausgaben erscheinen in den nördlichen Regionen des Landes (Kedah, Kelantan, Penang, Perak und Perlis), eine in Sarawak und zwei im restlichen Land.
Während der Hauptteil der Zeitung regionale, nationale und internationale Nachrichten abdeckt, erscheinen täglich unterschiedliche Features. So behandelt der Montags erscheinende Teil "StarBytz" Themen aus dem Bereich Informationstechnologien, der Dienstags erscheinende Teil "R.AGE" Themen aus dem Bereich Lifestyle und Trends, während der Sonntags erscheinende Teil "Dots" Nachrichten und Berichte internationaler Partner der Zeitung enthält.